# Гремио Баруэри
«Гремио» Баруэри (порт.-браз. Grêmio Barueri Futebol Ltda.) — бразильский футбольный клуб из города Баруэри в штате Сан-Паулу. С 26 февраля 2010 по 11 мая 2011 года выступал в городе Президенти-Пруденти и назывался «Гремио Пруденти».

## История
Клуб Гремио Рекреативо Баруэри (порт.-браз. Grêmio Recreativo Barueri) был основан 26 марта 1989 года в качестве общеспортивного клуба, который должен был представлять город Баруэри в разных соревнованиях.
Начиная с 1997 года клуб стал заключать выгодные коммерческие сделки с различными компаниями, что позволило резко повысить результаты спортивных команд. В 1998 году баскетбольная команда «Гремио Рекреативо» выиграла чемпионат штата Сан-Паулу. Чуть позже клуб заключил партнёрское соглашение с грандом бразильского футбола из Рио-де-Жанейро «Васко да Гамой». В 2000 году спонсором команды стала Roma Incorporadora и команда стала называться «Рома Баруэри». Под этим названием футбольный клуб выиграл Молодёжный чемпионат штата Сан-Паулу в 2000 году, а в 2001 стал победителем престижного общебразильского турнира — Молодёжного Кубка Сан-Паулу.

Эмблема «Гремио Пруденти»

С 2001 года из спортивной команды был выделен профессиональный футбольный клуб, который за несколько лет сумел подняться до Серии А чемпионата Сан-Паулу («Гремио Рекреативо Баруэри» — чемпион Серии B штата 2006 года) и Серии B всей Бразилии. Туда команда пробилась в том же 2006 году, заняв в дебютном сезоне Серии C 4-е место. В 2008 году «Гремио Баруэри» добился права выступать в Серии A чемпионата Бразилии 2009.
В феврале 2010 года из-за разногласий с руководством города Баруэри команда переехала в Президенти-Пруденти и стала называться Гремио Пруденти. По итогам чемпионата Бразилии 2010 года «Гремио Пруденти» вылетел из Серии A, причём в ходе турнира с команды были сняты 3 очка за использование не заявленного игрока в одном из матчей. Клуб финишировал на последнем, 20-м месте с 28-ю очками с отставанием от «Гояса» на 4 очка.
После смены руководства клуба в ходе Лиги Паулисты 2011 года стало известно о возвращении команды в город Баруэри. 11 мая название клуба поменялось на «Гремио Баруэри».

## Титулы
- Футбол
  - Чемпион штата Сан-Паулу в Серии A2: 2006
  - Чемпион штата Сан-Паулу в Серии A3: 2005
  - Молодёжный Кубок Сан-Паулу (общебразильский турнир): 2001

- Баскетбол:
  - Чемпион штата Сан-Паулу среди мужских команд: 1998

- Волейбол:
  - Чемпион штата Сан-Паулу среди мужских команд: 1992